# Championnat du Pérou de football 1965
Navigation
Saison précédente Saison suivante
La saison 1965 du Championnat du Pérou de football est la trente-septième édition du championnat de première division au Pérou. Les dix clubs participants sont regroupés au sein d'une poule unique où ils s'affrontent deux fois au cours de la saison, à domicile et à l'extérieur. À la fin cette phase, les cinq premiers disputent la poule pour le titre et les cinq derniers la poule de relégation qui voit le dernier être relégué et remplacé par le champion de Segunda División, la deuxième division péruvienne ainsi que quatre équipes basées hors de Lima, afin d'étendre le championnat à 14 équipes.
C'est le club de l'Alianza Lima qui remporte la compétition après avoir terminé en tête du classement final du championnat, avec un seul point d'avance sur le tenant du titre, l'Universitario et six sur le club promu, Defensor Arica. C'est le 14e titre de champion du Pérou de l'histoire du club, le troisième en quatre saisons. 
Changement à partir de cette saison au niveau de la qualification continentale : à la suite de l'expansion de la Copa Libertadores décidée par la CONMEBOL, le Pérou bénéficie d'une deuxième place qualificative qui revient au deuxième du championnat. Cette édition du championnat est également la dernière à se jouer avec des formations venant uniquement de Lima et Callao, comme c'est le cas depuis la création de la compétition.

## Les clubs participants
| - Alianza Lima - Sport Boys - Defensor Arica - Promu de Segunda Division - Universitario de Deportes - Ciclista Lima | - Carlos Concha - Club Centro Deportivo Municipal - Sporting Cristal - Centro Iqueño - Defensor Lima |

## Compétition
Le barème utilisé pour établir le classement est le suivant :
- Victoire : 2 points
- Match nul : 1 point
- Défaite, forfait ou abandon : 0 point

### Classement
| Rang | Équipe                          | Pts | J  | G  | N | P  | Bp | Bc | Diff |
| ---- | ------------------------------- | --- | -- | -- | - | -- | -- | -- | ---- |
| 1    | Alianza Lima                    | 32  | 22 | 12 | 8 | 2  | 35 | 18 | +17  |
| 2    | Universitario de Deportes (T)   | 31  | 22 | 13 | 5 | 4  | 37 | 21 | +16  |
| 3    | Defensor Arica (P)              | 26  | 22 | 11 | 4 | 7  | 36 | 27 | +9   |
| 4    | Defensor Lima                   | 25  | 22 | 10 | 5 | 7  | 44 | 28 | +16  |
| 5    | Club Centro Deportivo Municipal | 22  | 22 | 10 | 2 | 10 | 24 | 32 | -8   |
| 6    | Sporting Cristal                | 25  | 22 | 10 | 5 | 7  | 41 | 31 | +10  |
| 7    | Sport Boys                      | 23  | 22 | 9  | 5 | 8  | 34 | 33 | +1   |
| 8    | Centro Iqueño                   | 16  | 22 | 4  | 8 | 10 | 24 | 37 | -13  |
| 9    | Carlos Concha                   | 13  | 22 | 4  | 5 | 13 | 39 | 58 | -19  |
| 10   | Ciclista Lima                   | 7   | 22 | 1  | 5 | 16 | 17 | 46 | -29  |

|  | Qualification pour la Copa Libertadores 1966          |
|  | Relégation directe en Segunda División                |
|  | (T) : Tenant du titre (P) : Promu de Segunda Division |

## Bilan de la saison
| Championnat du Pérou de football 1965 |                                                                       |
| Champion                              | Alianza Lima (14e titre)                                              |
| Qualifications continentales          |                                                                       |
| Copa Libertadores 1966                | Alianza Lima                                                          |
| Copa Libertadores 1966                | Universitario de Deportes                                             |
| Promotions et relégations             |                                                                       |
| Promus en Primera División            | Mariscal Sucre Alfonso Ugarte FBC Melgar Miguel Grau Octavio Espinosa |
| Relégués en Segunda División          | Ciclista Lima                                                         |